# Виндейкяй
Виндейкяй (лит. Vindeikiai) — деревня (kaimas) в Ширвинтском районе Вильнюсского уезда Литвы. Входит в состав Ширвинтского староства

## Местоположение
Соединено автотрассой с поселением Шейнюнай.

## Известные уроженцы
Народный художник СССР Витаутас Юркунас.